# Liste der Bodendenkmale in Balgstädt
In der Liste der Bodendenkmale in Balgstädt sind alle Bodendenkmale der Gemeinde Balgstädt und ihrer Ortsteile aufgelistet. Grundlage ist die Veröffentlichung der Landesdenkmalliste mit Stand vom 25. Februar 2016. Die Baudenkmale sind in der Liste der Kulturdenkmale in Balgstädt aufgeführt.
| Denkmal-ID | Fundart            | Ortsteil  | Bezeichnung | Zeitstellung | Lage                      | Bemerkungen                                                                                      | Bild |
| ---------- | ------------------ | --------- | ----------- | ------------ | ------------------------- | ------------------------------------------------------------------------------------------------ | ---- |
| 428300265  | Befestigung > Burg | Balgstädt | Wasserburg  | Mittelalter  | im Ort (Lage)             | Grabungsbefund                                                                                   |      |
| 428300264  | Befestigung > Burg | Balgstädt | Wasserburg  | Mittelalter  | Nordrand des Ortes (Lage) | Mit Gutsbauten des 17. Jh. überbaut, stark verändert, Wassergarben nur im Norden, sonst verfüllt |      |